# Steenwijkerland
Steenwijkerland este o comună în provincia Overijssel, Țările de Jos. 

## Localități componente
Steenwijk, Vollenhove, Oldemarkt, Giethoorn, Steenwijkerwold, Tuk, Sint Jansklooster, Blokzijl, Wanneperveen, Kuinre, Zuidveen, Belt-Schutsloot, Willemsoord, Ossenzijl.